# قرار مجلس الأمن التابع للأمم المتحدة رقم 1800
قرار مجلس الأمن التابع للأمم المتحدة رقم 1800، المتخذ بالإجماع في 20 فبراير 2008.

## القرار
أعطى مجلس الأمن اليوم الضوء الأخضر لتعيين أكثر من 12 قاضيًا متخصصا كما هو منصوص عليه في النظام الأساسي للمحكمة، من أجل تمكين المحكمة الجنائية الدولية ليوغوسلافيا السابقة من إجراء محاكمات إضافية في أقرب وقت ممكن والوفاء باستراتيجية الإنجاز الخاصة بها.
وعمل المجلس بموجب الفصل السابع من ميثاق الأمم المتحدة، وقرر أنه يجوز للأمين العام أن يعين، في حدود الموارد المتاحة، قضاة مخصصين إضافيين للمحكمة، على الرغم من أن العدد الإجمالي للقضاة المخصصين المعينين في الدوائر سيتجاوز مؤقتا الحد الأقصى البالغ 12 قاضيا المنصوص عليه في النظام الأساسي للمحكمة. يجب ألا يتجاوز العدد الإجمالي 16 في أي وقت، والعودة إلى 12 كحد أقصى بحلول 31 ديسمبر 2008.

## روابط خارجية
- نص القرار في undocs.org